# Santo Domingo de los Tsáchilas
Santo Domingo de los Tsáchilas is een provincie van Ecuador sinds 2007. De hoofdstad van de provincie is Santo Domingo. 
De provincie heeft een oppervlakte van 3.805 km². Naar schatting zijn er 442.788 inwoners in 2018.

## Kantons
De provincie is bestuurlijk onderverdeeld in twee kantons. Achter elk kanton wordt de hoofdplaats genoemd.
| Nr. | Kanton        | Inwoners | Oppervlakte | Hoofdplaats   | Inwoners |
| --- | ------------- | -------- | ----------- | ------------- | -------- |
| 1   | La Concordia  | 51.386   | 325 km²     | La Concordia  | 35.474   |
| 2   | Santo Domingo | 441.583  | 3.805 km²   | Santo Domingo | 334.826  |

| Detailkaart |
| ----------- |
|             |
| Kantons     |

## Geboren
- Cristian Ramírez (1994), voetballer